# Mazagan
Mazagán hoặc Mazagón (tiếng Bồ Đào Nha: Mazagão) là một thành phố kiểu Bồ Đào Nha ở Bắc Phi. Hiện nay là một phần của thành phố El Jadida, cách thành phố Casablanca 90 km về phía tây nam. 

## Lịch sử
Được thành lập vào năm 1513 như một tiền trạm nhằm chống lại những bộ tộc người Moor. Thành phố này được đầu tư với chi phí lớn từ vương quốc Bồ Đào Nha với mục tiêu phục vụ tuyến đường hàng hải Từ châu Âu đến Ấn Độ và nó là điểm dừng chân đầu tiên.
Năm 1541, các cấu trúc phòng thủ trước đó của nó bị phá hủy, xuống cấp và lỗi thời, bị thay thế bởi những cấu trúc mới mang phong cách kiến trúc Phục hưng, theo thiết kế của Benedetto de Ravenna và được xây dựng bởi kiến trúc sư-kỹ sư nổi tiếng Juan de Castillo, kiến trúc sư Bồ Đào Nha duy nhất có 5 công trình được UNESCO công nhận là Di sản thế giới riêng biệt. Bằng chứng về sự bất khả xâm phạm của pháo đài là việc chống lại sự bao vây mạnh mẽ của người Moor trong năm 1562.
Năm 1769, Sebastião José de Carvalho e Melo vị chiến lược gia dưới triều đại của Joseph I, toàn bộ chính quyền thành phố sẽ được rời đến Amazon ở Brasil là một khu vực khác của Bồ Đào Nha cần được bảo vệ chủ quyền. Do đó, công sự ở Mazagan bị bỏ hoang khi những cư dân ở đây rời đến Brasil để thành lập ra thị trấn Nova Mazagão ở Amapá.
Các công sự của Mazagan đã được UNESCO công nhận là Di sản thế giới vào năm 2004. Công sự là sự giao thoa của văn hóa châu Âu và Maroc cả về kiến trúc, công nghệ và quy hoạch đô thị. Thành lũy và pháo đài được xây dựng với bốn pháo đài được xây dựng ban đầu bao gồm: Bastion Angel ở phía đông, St Sebastian ở phía bắc, St Antoine ở phía tây và Bastion ở phía nam cùng với đó là các bức tường thành được tạo độ nghiêng phù hợp để sử dụng phù hợp cho việc đặt các pháo đại bác. Pháo đài bao gồm 3 cổng nằm ở phía đông bắc, tây bắc và cổng chính nằm ở phía nam, được ngăn cách bởi một mương nước và sử dụng cầu kéo để đi lại. Tuy nhiên, mương nước đã bị lấp lại dưới thời thuộc địa Pháp. Bên trong pháo đài là những công trình, tòa nhà lịch sử, bể chứa nước, và  nổi tiếng nhất là Nhà thờ mang kiến trúc Gothic muộn Bồ Đào Nha thế kỷ 16.

## Hình ảnh

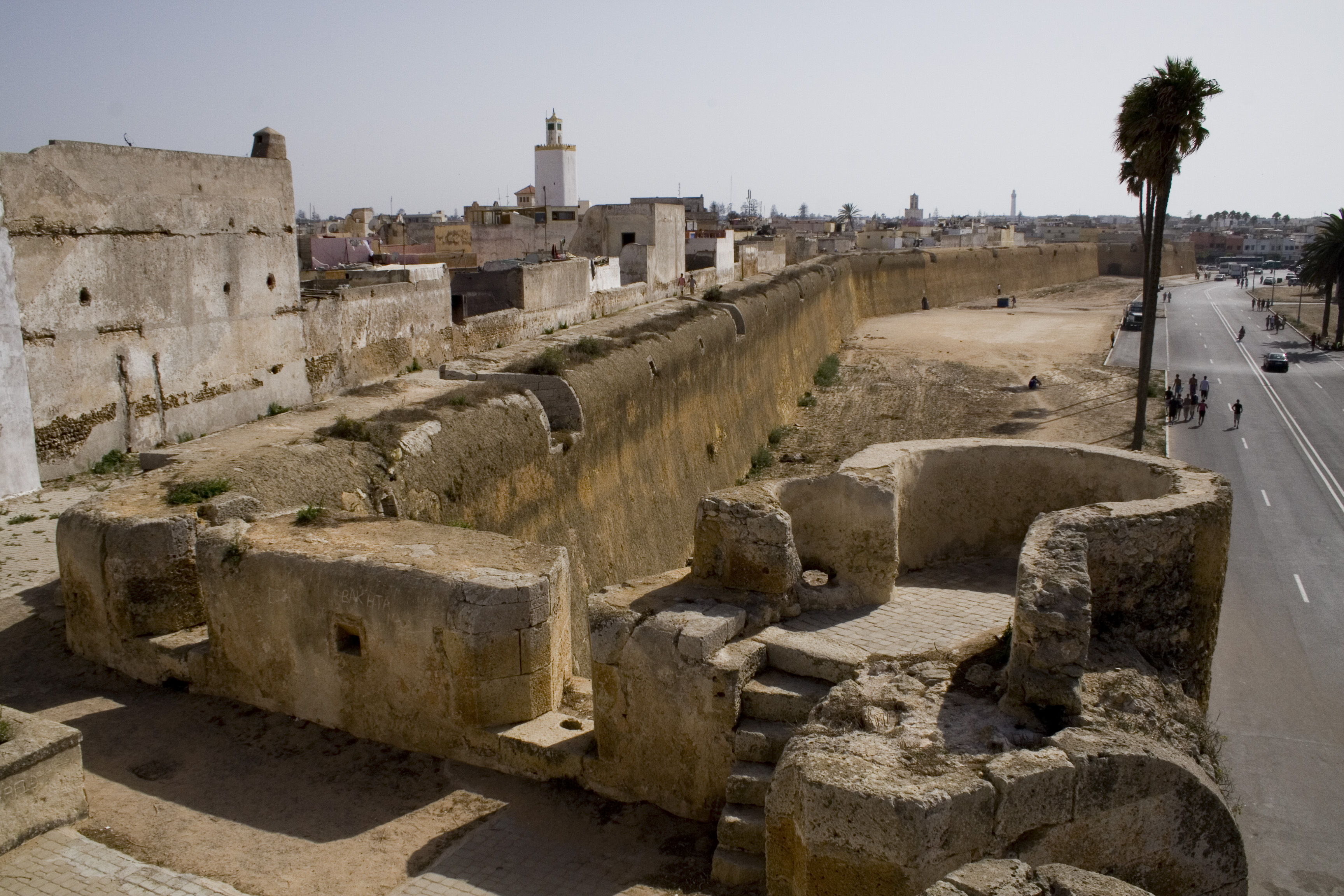
Thành lũy Mazagan
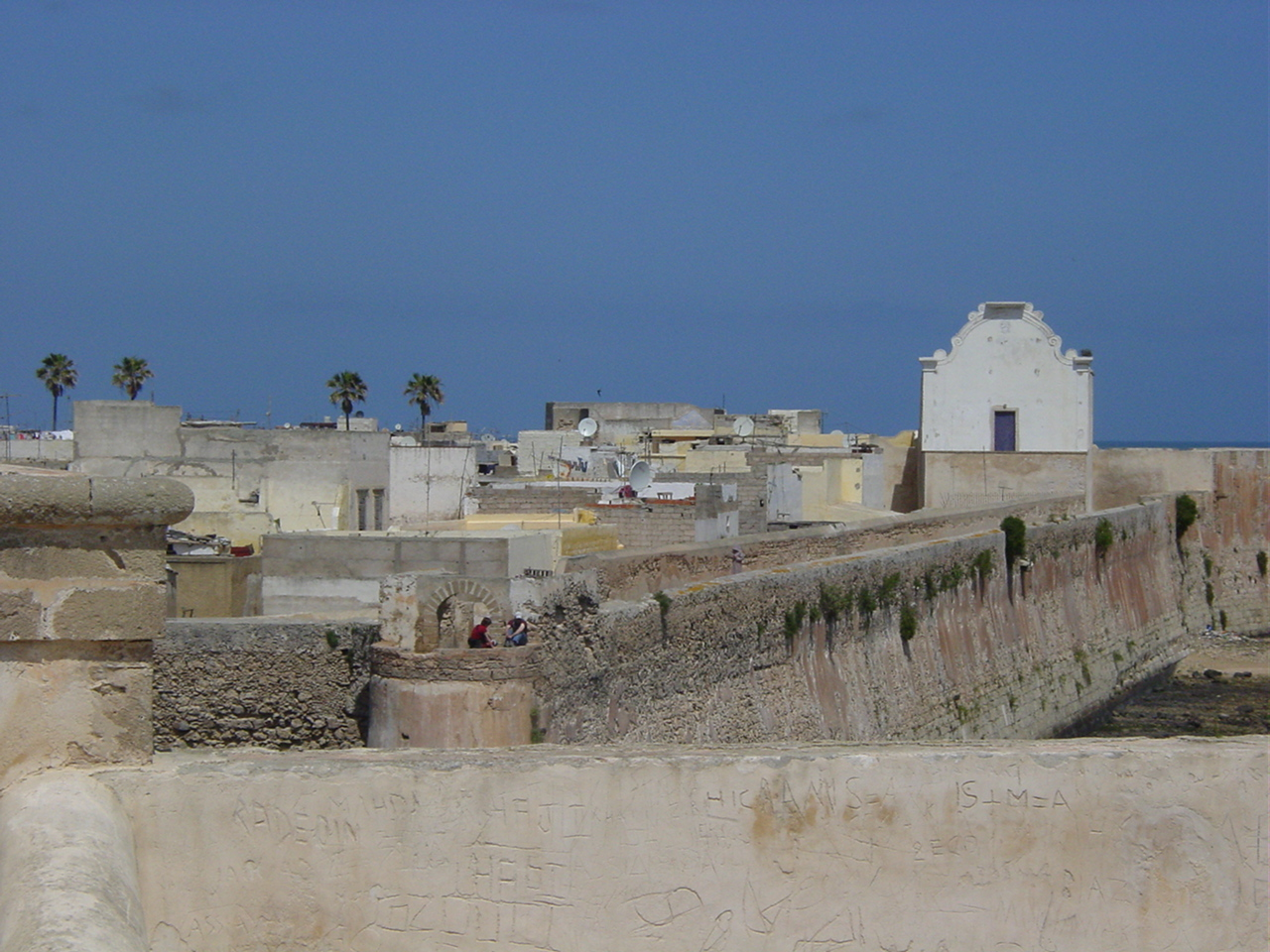
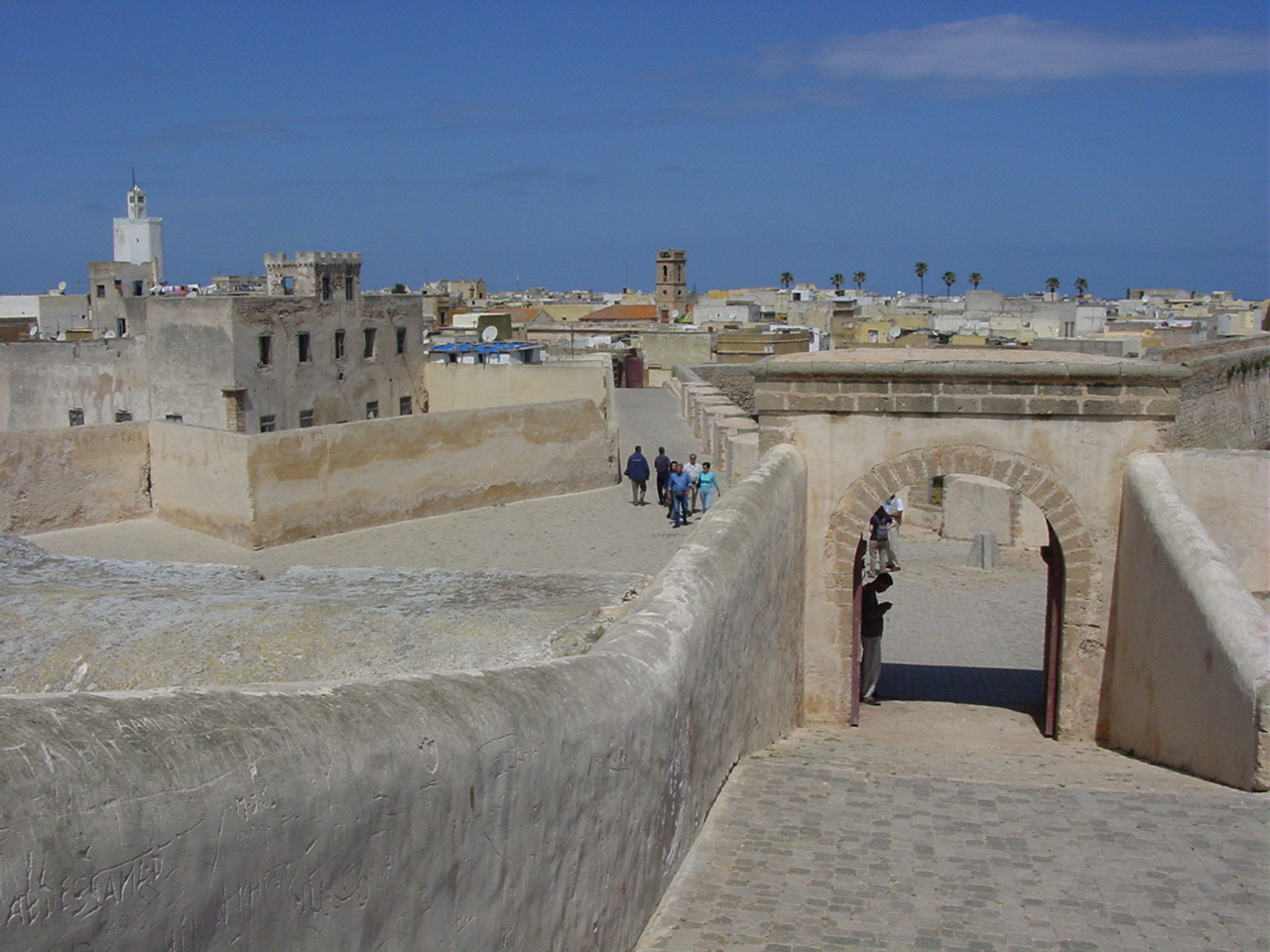
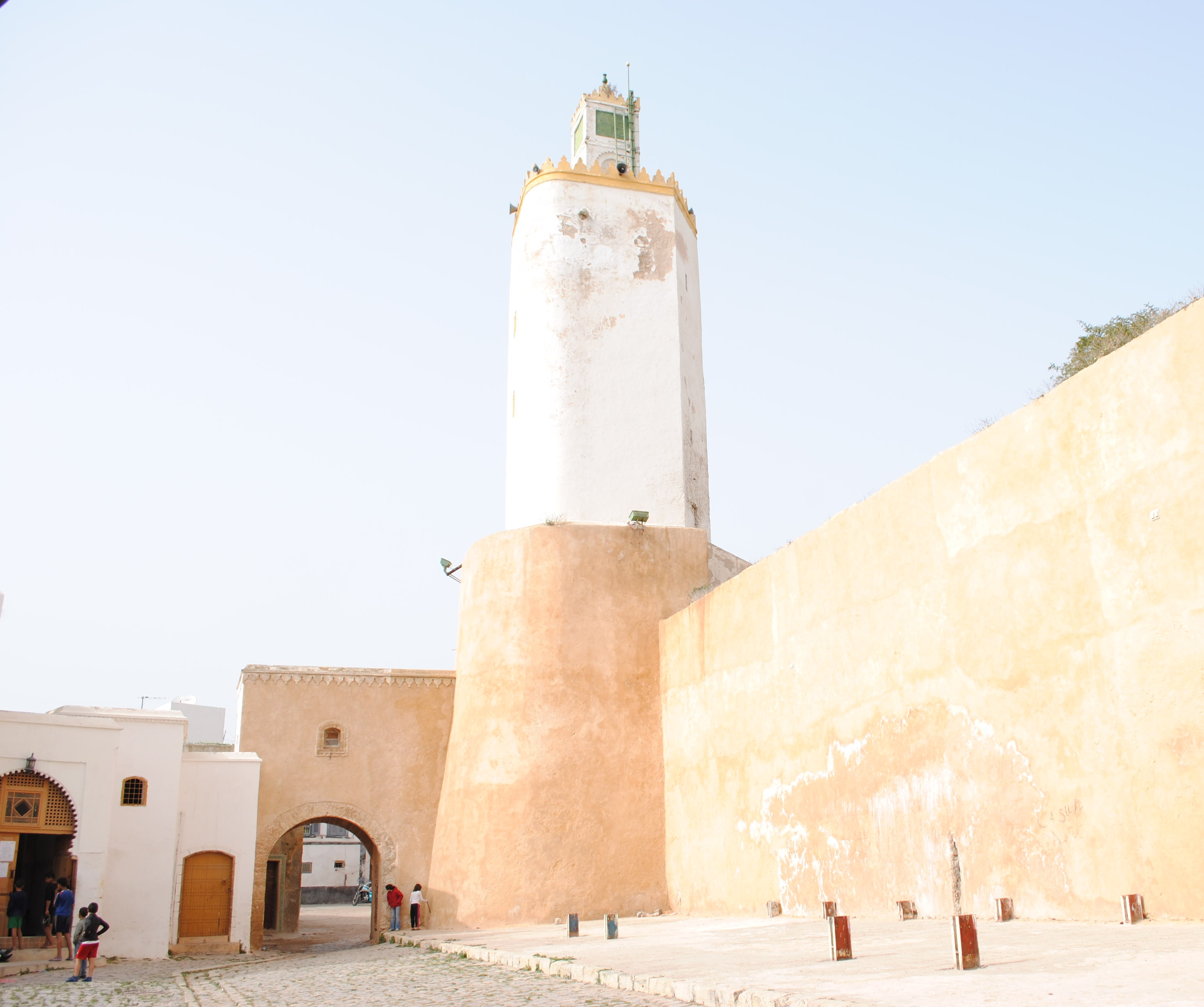
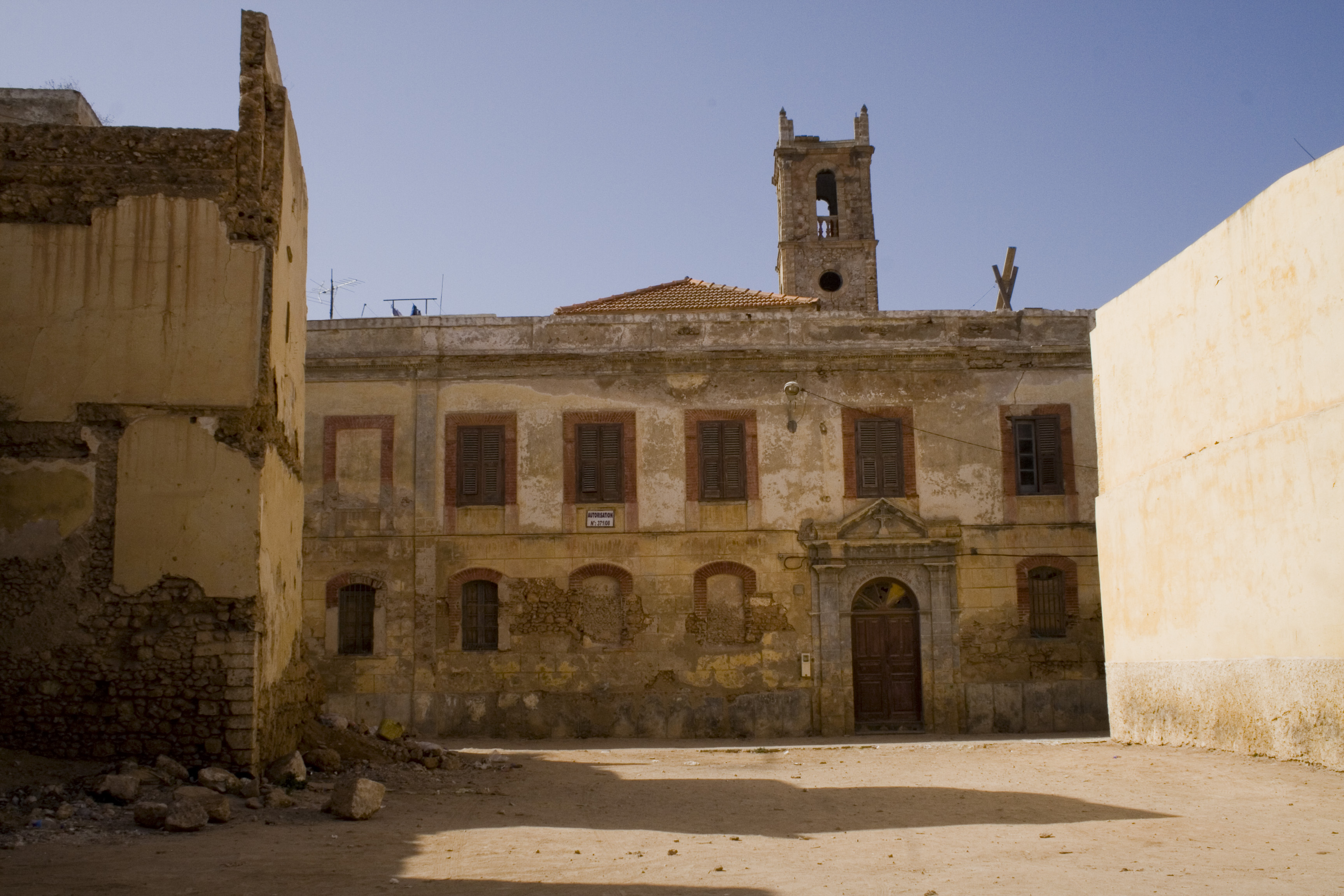
Nhà thờ ở El Jadida
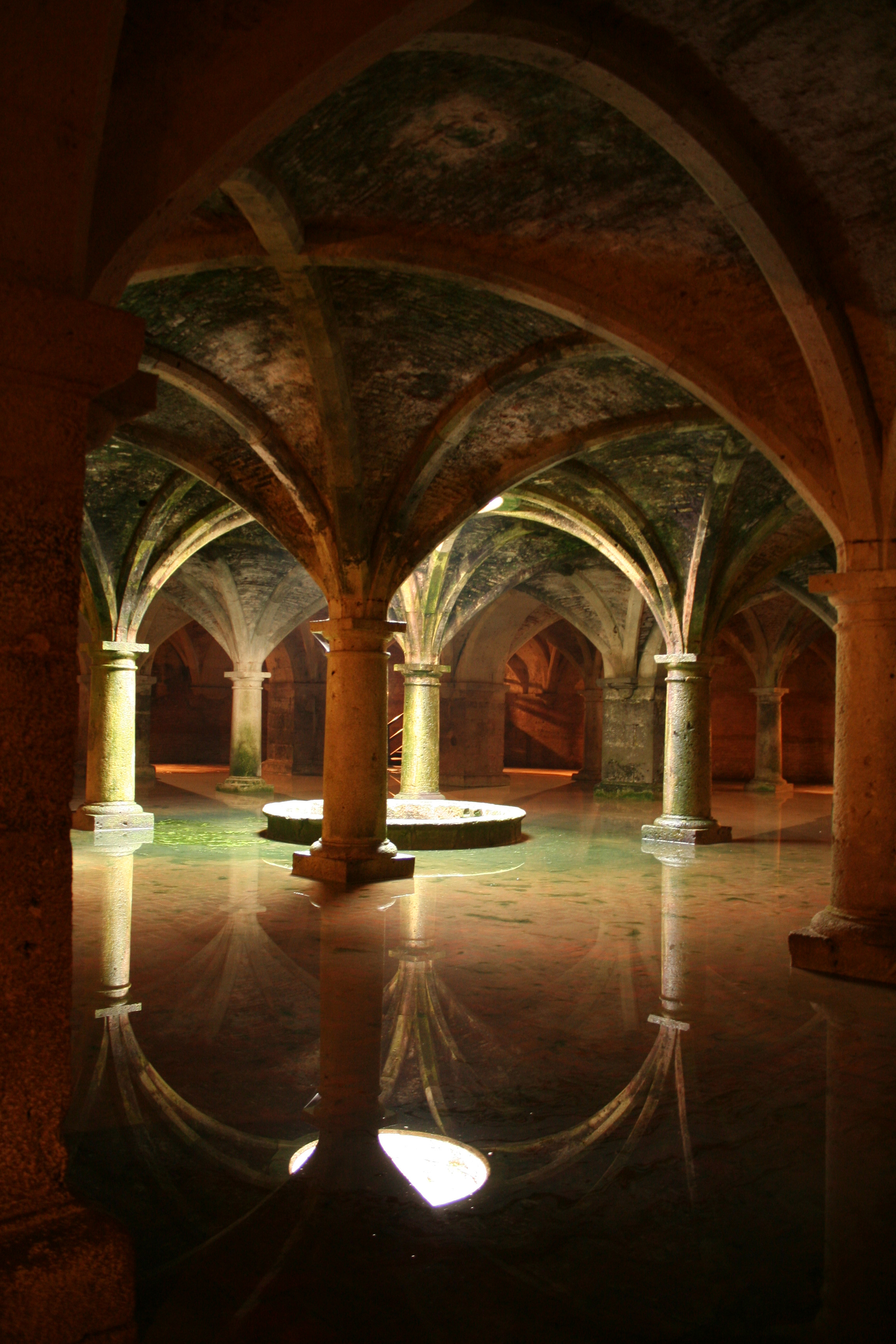
Bể chứa nước xây dựng thế kỷ 16